# Tim Laker
Timothy John Laker (né le 27 novembre 1969 à Encino, Californie, États-Unis) est un receveur de baseball qui joue pour cinq équipes des Ligues majeures de 1992 à 2006.

## Carrière
Tim Laker est repêché au 49e tour de sélection par les Royals de Kansas City en 1987. Il est mis sous contrat par les Expos de Montréal, qui le choisissent au 6e tour en 1988. Laker fait ses débuts dans le baseball majeur le 18 août 1992 et partage la fonction de receveur avec le vétéran Gary Carter et le nouveau venu Darrin Fletcher, acquis par les Expos avant la saison. Laker est receveur réserviste de l'équipe montréalaise pendant trois saisons, la dernière en 1995. Il passe la saison 1994 des Expos dans les ligues mineures avec les Lynx d'Ottawa, alors que Fletcher s'est imposé comme homme de confiance du club derrière le marbre. Laker frappe pour ,220 de moyenne au bâton avec trois circuits et 31 points produits en 135 matchs pour Montréal. Blessé toute la saison 1996, les Expos le laissent partir chez les Orioles de Baltimore, qui le réclament au ballottage le 25 mars 1997. La saison de 64 parties jouées à Montréal en 1995 est celle où il a vu le plus d'action au cours de sa carrière de 11 saisons.
Après avoir évolué pour Baltimore en 1997, Laker rejoint les Devil Rays de Tampa Bay en 1998 et termine l'année chez les Pirates de Pittsburgh, pour qui il évolue aussi en 1999. Il s'aligne par la suite pour les Indians de Cleveland en 2001, 2003, 2004 et 2006, avec au passage un nouveau séjour à Tampa Bay en 2005.
Tim Laker a disputé au total 282 parties dans le baseball majeur. Il compte 147 coups sûrs, 11 circuits, 79 points produits, 66 points marqués et sa moyenne au bâton s'élève à ,226 en carrière.
En 2007, son nom figure au rapport Mitchell parmi les joueurs de baseball suspectés de dopage. Il admet dans les semaines suivantes avoir fait usage de testostérone après avoir été présenté à Kirk Radomski par un autre joueur des Expos, David Segui, puis avoir pris des stéroïdes dans les années suivantes, une mauvaise décision qu'il dit regretter.
Il est manager des Scrappers de Mahoning Valley, un club-école des Indians de Cleveland dans les ligues mineures en 2007, puis des West Tenn Diamond Jaxx, club-école de niveau AA des Mariners de Seattle en 2010. Il est depuis 2011 instructeur des frappeurs en ligues mineures dans l'organisation des White Sox de Chicago,.